# Маурер, Всеволод Васильевич
Всеволод Васильевич Маурер (27 марта 1819, Потсдам — 22 июля (3 августа) 1892, Санкт-Петербург) — российский скрипач. Сын Людвига Маурера.
С детских лет концертировал, в том числе в составе семейного трио вместе с отцом и братом Алексеем, виолончелистом. Затем с 1835 г. на протяжении многих лет играл вторую скрипку в квартете Алексея Львова, в 1846—1852 гг. также в квартете под руководством Анри Вьётана, а позднее — под руководством Аполлинария Контского. Одновременно в 1835—1885 гг. солист оркестра французской, затем итальянской оперы в Санкт-Петербурге. Преподавал в инструментальных классах Придворной певческой капеллы.